# اجري موريس
اجري موريس (بالإنجليزية: Aggrey Morris)‏ (12 مارس 1984 بزنجبار في تنزانيا - ) هو لاعب كرة قدم تنزاني في مركز الدفاع. شارك مع منتخب تنزانيا لكرة القدم ومنتخب زنجبار لكرة القدم. أما مع النوادي، فقد لعب مع عزام يونايتد ونادي مافونزو.

## روابط خارجية
- اجري موريس على موقع قاعدة بيانات كرة القدم.إي يو (الإنجليزية)
- اجري موريس على موقع ناشيونال فوتبول تيمز (الإنجليزية)
- اجري موريس على موقع Soccerway.com (الإنجليزية)